# Cindy Dolenc
Cindy Dolenc (Toronto, 3 augustus 1976) is een Canadees actrice.

## Levensloop
Dolenc groeide op in Toronto (Canada). Op haar negentiende verhuisde ze eerst naar New York en daarna naar Los Angeles. Op haar twintigste volgde ze acteerlessen en zong ze in een bluesband. Ze verhuisde vervolgens naar Engeland waar ze meespeelde in enkele theaterstukken. Dolenc studeerde gedurende twee jaar in Londen en kreeg haar eerste filmrol in de film van regisseur Stanley Kubrick, Eyes Wide Shut met Nicole Kidman en Tom Cruise. Daarna keerde ze terug naar Los Angeles en Canada waar ze haar eerste televisierol kreeg als Kate Quinn in Nikita. Ze was er te zien tegen het einde van het vierde seizoen en regelmatig in het vijfde seizoen.

## Filmografie
- June (2004)
- Tracker (2001)
- Nikita (2000-2001)
- Love, Lust & Joy (2000)
- Eyes Wide Shut (1999)
- Girl X (1998)